# دیرک اوبریتر
دیرک اوبریتر (انگلیسی: Dirk Oberritter؛ زادهٔ ۱۰ ژوئیهٔ ۱۹۷۲) بازیکن فوتبال اهل آلمان است.
از باشگاه‌هایی که در آن بازی کرده‌است می‌توان به باشگاه فوتبال دینامو درسدن و باشگاه فوتبال لوکوموتیو لایپزیگ اشاره کرد.